# Kineska šahovska asocijacija
Kineska šahovska asocijacija (kin. 中国国际象棋协会, eng. Chinese Chess Association, CCA), krovno tijelo šaha u Kini i jedan od saveza članova FIDE. Član je Azijskog šahovskog saveza. Glavno je tijelo za sva šahovska zbivanja u Kini, uključujući Kinesku šahovsku ligu. Osnovan je 1962. i sjedište mu je u Pekingu, Tian Tan Donška cesta 80. Dio je azijske zone 3.5. FIDE se pridružio 1975. godine. Samostalno je i neovisno športsko tijelo u Kini od 1986. godine. Djeluje kao nedobitna ustanova. Službeni jezik je kineski. Roditeljska organizacija mu je Zhōngguó Qíyuàn. Predsjednik je Junan Yang (ažurirani 17. listopada 2019.)

## Vanjske poveznice
- (kin.) Službene stranice  Arhivirana inačica izvorne stranice od 12. rujna 2019. (Wayback Machine)